# Stephanus de Neef
Stephanus de Neef (Gent, 22 november 1684 - Brugge, 18 maart 1746) was een Zuid-Nederlands minderbroeder en theoloog.

## Levensloop
In Gent geboren, trad De Neef in 1702 in het Brugse minderbroederklooster in. Na volbrachte studies werd hij vele jaren leraar wijsbegeerte en godgeleerdheid. Men verleende hem de titel van Lector Jubilatus.
Hij werd gardiaan van de kloosters in Brugge, Tielt en Kortrijk. In 1736 werd hij verkozen tot provinciaal.

## Publicaties
- Theologia Moralis Divisa in tres partes, 1732.
- Columba Parochialis Gemens sine columbina Simplicitate, 1734.
- Defensionis Vindicarum Refutatio, z.j.